# Running mate

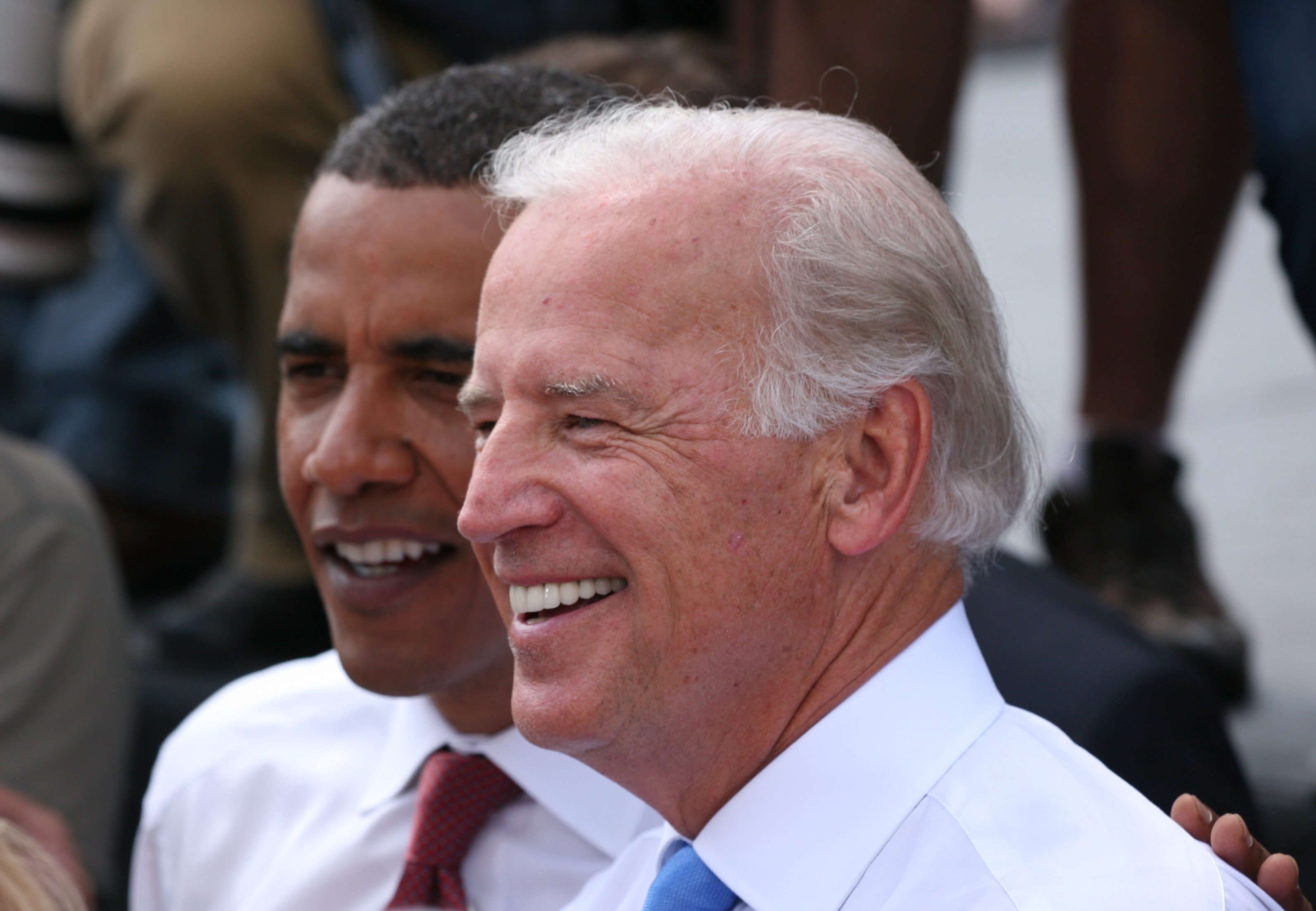
Nel luglio 2008, il candidato presidenziale democratico Barack Obama ha presentato Joe Biden (anteriore) come suo running mate

Running mate negli Stati Uniti è la designazione per il candidato per una seconda posizione, ad esempio vicepresidente, vicegovernatore o vicesindaco.
I running mate soprattutto dei presidenti e dei candidati presidenziali (che sono candidati vicepresidenti degli Stati Uniti) attirano molta attenzione. Il vicepresidente sotto l'ex presidente George W. Bush Dick Cheney ha ricoperto due volte la carica. Anche sotto Bill Clinton, Al Gore ha detenuto due volte la vicepresidenza. Entrambi sono diventati vicepresidenti dopo aver vinto le elezioni presidenziali. Di solito, il vicepresidente viene ricandidato nello stesso ruolo alle successive elezioni, anche se non sempre risulta rieletto (come nel caso di Dan Quayle, due volte candidato alla vicepresidenza con George H. W. Bush).
Non è mai successo che il running mate sia un ex presidente. Dato che il vicepresidente è il primo successore diretto del presidente, non è chiaro se un ex presidente rieletto possa essere eletto vicepresidente poiché il ventiduesimo emendamento alla costituzione degli Stati Uniti vieta ai presidenti di servire più di due mandati.

## Running mate dei principali candidati presidenziali dal 1900
| Anno elettorale | Running mate (candidato alla vicepresidenza) | Candidato alla presidenza | Rielezione | Partito                        | Risultato |
| --------------- | -------------------------------------------- | ------------------------- | ---------- | ------------------------------ | --------- |
| 1900            | Adlai E. Stevenson                           | William Jennings Bryan    | sì         | Partito Democratico            | Sconfitta |
| 1900            | Theodore Roosevelt                           | William McKinley          |            | Partito Repubblicano           | Vittoria  |
| 1904            | Henry G. Davis                               | Alton B. Parker           |            | Partito Repubblicano           | Sconfitta |
| 1904            | Charles Warren Fairbanks                     | Theodore Roosevelt        |            | Partito Repubblicano           | Vittoria  |
| 1908            | John Worth Kern                              | William Jennings Bryan    |            | Partito Democratico            | Sconfitta |
| 1908            | James S. Sherman                             | William Howard Taft       |            | Partito Repubblicano           | Vittoria  |
| 1912            | Thomas Marshall                              | Woodrow Wilson            |            | Partito Democratico            | Vittoria  |
| 1912            | Nicholas Murray Butler                       | William Howard Taft       |            | Partito Repubblicano           | Sconfitta |
| 1912            | Hiram Johnson                                | Theodore Roosevelt        |            | Partito Progressista           | Sconfitta |
| 1916            | Thomas Marshall                              | Woodrow Wilson            | sì         | Partito Democratico            | Vittoria  |
| 1916            | Charles Warren Fairbanks                     | Charles Evans Hughes      | sì         | Partito Repubblicano           | Sconfitta |
| 1920            | Franklin D. Roosevelt                        | James M. Cox              |            | Partito Democratico            | Sconfitta |
| 1920            | Calvin Coolidge                              | Warren G. Harding         |            | Partito Repubblicano           | Vittoria  |
| 1924            | Charles W. Bryan                             | John W. Davis             |            | Partito Democratico            | Sconfitta |
| 1924            | Charles G. Dawes                             | Calvin Coolidge           |            | Partito Repubblicano           | Vittoria  |
| 1924            | Burton K. Wheeler                            | Robert La Follette        |            | Partito Progressista           | Sconfitta |
| 1928            | Joseph Taylor Robinson                       | Al Smith                  |            | Partito Democratico            | Sconfitta |
| 1928            | Charles Curtis                               | Herbert Hoover            |            | Partito Repubblicano           | Vittoria  |
| 1932            | John N. Garner                               | Franklin D. Roosevelt     |            | Partito Democratico            | Vittoria  |
| 1932            | Charles Curtis                               | Herbert Hoover            | sì         | Partito Repubblicano           | Sconfitta |
| 1936            | John N. Garner                               | Franklin D. Roosevelt     | sì         | Partito Democratico            | Vittoria  |
| 1936            | Frank Knox                                   | Alf Landon                |            | Partito Repubblicano           | Sconfitta |
| 1940            | Henry A. Wallace                             | Franklin D. Roosevelt     |            | Partito Democratico            | Vittoria  |
| 1940            | Charles L. McNary                            | Wendell Willkie           |            | Partito Repubblicano           | Sconfitta |
| 1944            | Harry S Truman                               | Franklin D. Roosevelt     |            | Partito Democratico            | Vittoria  |
| 1944            | John W. Bricker                              | Thomas Dewey              |            | Partito Repubblicano           | Sconfitta |
| 1948            | Alben W. Barkley                             | Harry S Truman            |            | Partito Democratico            | Vittoria  |
| 1948            | Earl Warren                                  | Thomas Dewey              |            | Partito Repubblicano           | Sconfitta |
| 1948            | Fielding L. Wright                           | Strom Thurmond            |            | /                              | Sconfitta |
| 1952            | John Sparkman                                | Adlai Stevenson II        |            | Partito Democratico            | Sconfitta |
| 1952            | Richard Nixon                                | Dwight D. Eisenhower      |            | Partito Repubblicano           | Vittoria  |
| 1956            | Estes Kefauver                               | Adlai Stevenson II        |            | Partito Democratico            | Sconfitta |
| 1956            | Richard Nixon                                | Dwight D. Eisenhower      | sì         | Partito Repubblicano           | Vittoria  |
| 1960            | Lyndon B. Johnson                            | John F. Kennedy           |            | Partito Democratico            | Vittoria  |
| 1960            | Henry Cabot Lodge                            | Richard Nixon             |            | Partito Repubblicano           | Sconfitta |
| 1960            | Strom Thurmond                               | Harry F. Byrd             |            | Indipendente                   | Sconfitta |
| 1964            | Hubert Humphrey                              | Lyndon B. Johnson         |            | Partito Democratico            | Vittoria  |
| 1964            | William E. Miller                            | Barry Goldwater           |            | Partito Reppubblicano          | Sconfitta |
| 1968            | Edmund Muskie                                | Hubert Humphrey           |            | Partito Democratico            | Sconfitta |
| 1968            | Spiro Agnew                                  | Richard Nixon             |            | Partito Repubblicano           | Vittoria  |
| 1968            | Curtis LeMay                                 | George Wallace            |            | Partito Indipendente Americano | Sconfitta |
| 1972            | Sargent Shriver                              | George McGovern           |            | Partito Democratico            | Sconfitta |
| 1972            | Spiro Agnew                                  | Richard Nixon             | sì         | Partito Repubblicano           | Vittoria  |
| 1976            | Walter Mondale                               | Jimmy Carter              |            | Partito Democratico            | Vittoria  |
| 1976            | Bob Dole                                     | Gerald Ford               |            | Partito Repubblicano           | Sconfitta |
| 1980            | Walter Mondale                               | Jimmy Carter              | sì         | Partito Democratico            | Sconfitta |
| 1980            | George H.W. Bush                             | Ronald Reagan             |            | Partito Repubblicano           | Vittoria  |
| 1984            | Geraldine Ferraro                            | Walter Mondale            |            | Partito Democratico            | Sconfitta |
| 1984            | George H.W. Bush                             | Ronald Reagan             | sì         | Partito Repubblicano           | Vittoria  |
| 1988            | Lloyd Bentsen                                | Michael Dukakis           |            | Partito Democratico            | Sconfitta |
| 1988            | Dan Quayle                                   | George H.W. Bush          |            | Partito Repubblicano           | Vittoria  |
| 1992            | Al Gore                                      | Bill Clinton              |            | Partito Democratico            | Vittoria  |
| 1992            | Dan Quayle                                   | George H.W. Bush          | sì         | Partito Repubblicano           | Sconfitta |
| 1992            | James Stockdale                              | Ross Perot                |            | Indipendente                   | Sconfitta |
| 1996            | Al Gore                                      | Bill Clinton              | sì         | Partito Democratico            | Vittoria  |
| 1996            | Jack Kemp                                    | Bob Dole                  |            | Partito repubblicano           | Sconfitta |
| 2000            | Joe Lieberman                                | Al Gore                   |            | Partito Democratico            | Sconfitta |
| 2000            | Dick Cheney                                  | George W. Bush            |            | Partito Repubblicano           | Vittoria  |
| 2004            | John Edwards                                 | John Kerry                |            | Partito Democratico            | Sconfitta |
| 2004            | Dick Cheney                                  | George W. Bush            | sì         | Partito Repubblicano           | Vittoria  |
| 2008            | Joe Biden                                    | Barack Obama              |            | Partito Democratico            | Vittoria  |
| 2008            | Sarah Palin                                  | John McCain               |            | Partito Repubblicano           | Sconfitta |
| 2012            | Joe Biden                                    | Barack Obama              | sì         | Partito Democratico            | Vittoria  |
| 2012            | Paul Ryan                                    | Mitt Romney               |            | Partito Repubblicano           | Sconfitta |
| 2016            | Tim Kaine                                    | Hillary Clinton           |            | Partito Democratico            | Sconfitta |
| 2016            | Mike Pence                                   | Donald Trump              |            | Partito Repubblicano           | Vittoria  |
| 2020            | Kamala Harris                                | Joe Biden                 |            | Partito Democratico            | Vittoria  |
| 2020            | Mike Pence                                   | Donald Trump              |            | Partito Repubblicano           | Sconfitta |
| 2024            | Tim Walz                                     | Kamala Harris             |            | Partito Democratico            | In corso  |
| 2024            | J. D. Vance                                  | Donald Trump              |            | Partito Repubblicano           | In corso  |